# Додо Чічінадзе
Додо Чічінадзе (груз. დოდო ჭიჭინაძე; 8 грудня 1926, Кутаїсі — 3 листопада 2009, Тбілісі) — радянська і грузинська акторка, народна артистка Грузинської РСР.

## Біографія
Додо Чічінадзе народилася в місті Кутаїсі 2 грудня 1926 року. В 1949 році закінчила акторську школу при Тбіліській кіностудії. В 21 рік дебютувала у фільмі «Давид Гурамішвілі».
Померла на 84 році життя 3 листопада 2009 року.

## Вибрана фільмографія
- 1945 — Давид Гурамішвілі, Кетеван
- 1949 — Щаслива зустріч, Етері
- 1954 — Бабка, Тіна
- 1955 — Чарівна сопілка, Мзія
- 1956 — Баши-Ачук, Ніно
- 1959 — Ніно, Етері
- 1960 — Перервана пісня, Додо
- 1986 — Круговерть, Кетеван
- 1992 — Вальс на Печорі
- 1994 — Убієнна душа, дама в театрі